# Gare de Pantin
Gare de Pantin vasútállomás és RER állomás Franciaországban, Pantin településen.

## Vasútvonalak
Az állomást az alábbi vasútvonalak érintik:
- Párizs–Mulhouse-vasútvonal
- La Plaine-Pantin -vasútvonal
- Párizs-Strasbourg-vasútvonal

## Kapcsolódó állomások
A vasútállomáshoz az alábbi állomások vannak a legközelebb:
- Gare Rosa-Parks (Nanterre – La Folie, RER E)
- Gare de Noisy-le-Sec (Gare de Tournan, Gare de Chelles - Gournay, RER E)

## Lásd még
- Franciaország vasútállomásainak listája
- A RER állomásainak listája